# Thea Aichbichler
Thea Aichbichler, teilweise auch gelistet als Thea Albichler, (* 21. August 1889 in München; † 25. Juni 1957 ebenda) war eine deutsche Schauspielerin.

## Leben
Ihre Filmkarriere begann in der Zeit des Nationalsozialismus 1934 mit dem Film Bei der blonden Kathrein an der Seite von Liane Haid und unter der Regie von Franz Seitz. Andreas Knoll erwähnt sie in seiner Die Geschichte des Volkstümlichen in der Unterhaltung als Volkskünstlerin. Sie stand 1944 in der Gottbegnadeten-Liste des Reichsministeriums für Volksaufklärung und Propaganda.
Nach dem Krieg war sie dann in vielen österreichischen und bundesrepublikanischen Produktionen beschäftigt, darunter in dem Kinderfilm Die goldene Gans von 1953 unter der Regie von Walter Oehmichen. In den 1950er Jahren sprach sie auch Rollen in Hörspielen. Außerdem wirkte sie 1955 in der Verfilmung des Einakters Erster Klasse von Ludwig Thoma neben Wastl Witt in der Rolle der Marie Filser mit. Eine ihrer letzten Rollen war die Frau Zierngiebel in der Komödie Dany bitte schreiben Sie mit Sonja Ziemann.

## Filmografie (Auswahl)
- 1934: Zwischen Himmel und Erde
- 1934: Bei der blonden Kathrein
- 1935: Der ahnungslose Engel
- 1936: Waldfrieden
- 1936: Der Jäger von Fall
- 1937: Gewitter im Mai
- 1938: Frau Sixta
- 1938: Die Pfingstorgel
- 1940: Der Herr im Haus
- 1940: Das sündige Dorf
- 1941: Der scheinheilige Florian
- 1942: Der verkaufte Großvater
- 1942: Der Ochsenkrieg
- 1943: Die keusche Sünderin
- 1943: Peterle
- 1944: Der Majoratsherr
- 1944/49: Ein Herz schlägt für Dich
- 1949: Geliebter Lügner
- 1950: Immer wieder Glück
- 1950: Kein Engel ist so rein
- 1950: Der Geigenmacher von Mittenwald
- 1952: Die schöne Tölzerin
- 1952: Der Herrgottschnitzer von Ammergau
- 1952: Jede Frau kann zaubern
- 1953: Die goldene Gans
- 1954: Schloß Hubertus
- 1955: Der Ochse von Kulm
- 1956: Die fröhliche Wallfahrt
- 1956: Dany, bitte schreiben Sie
- 1957: Der Bauerndoktor von Bayrischzell